# Wacław Lasocki (lekarz)

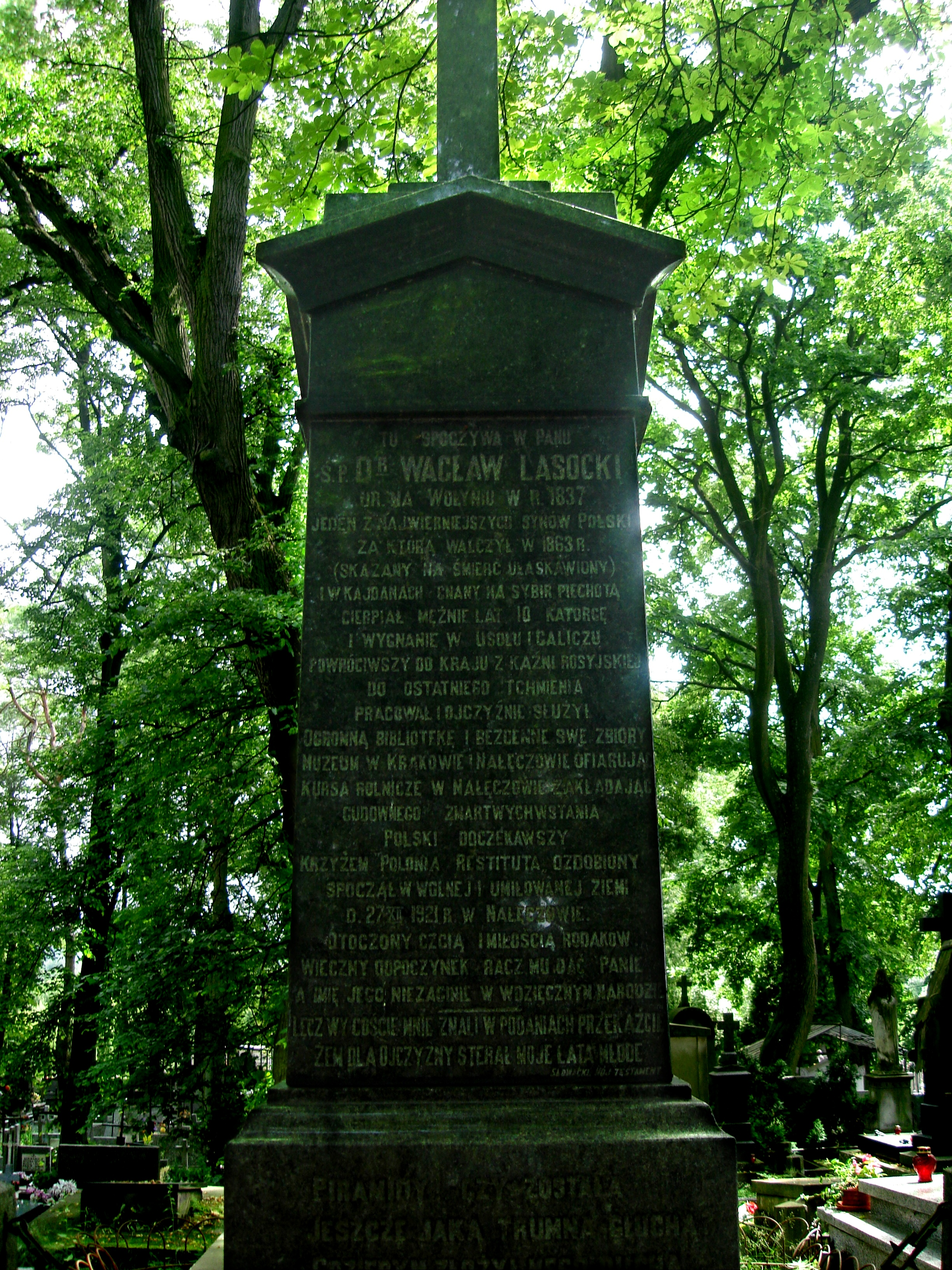
Nałęczów - Cmentarz - Grób Wacława Lasockiego

Wacław Ignacy Lasocki (ur. 8 października 1837 w Bisówce  na Wołyniu, zm. 27 grudnia 1921 w Nałęczowie) – polski lekarz i społecznik, pamiętnikarz i bibliofil, uczestnik powstania styczniowego, sybirak.
Był synem Mateusza Lasockiego i Aleksandry z Budzyńskich. W latach 1849–1854 uczył się w Gimnazjum w Żytomierzu, które ukończył z wyróżnieniem. Studiował medycynę na  Uniwersytecie Kijowskim. Od 1875 roku był lekarzem naczelnym Kolei Nadwiślańskiej, a od 1884 roku był prezesem Rady Zakładu Leczniczego w Nałęczowie i jednym z jego założycieli. Współtwórca nałęczowskiego muzeum i jego kustosz.
5 sierpnia 1921 został odznaczony Krzyżem Oficerskim Orderu Odrodzenia Polski.
Zmarł i został pochowany w Nałęczowie.